# Tuncay Özer
Tuncay Özer (* 28. Juni 1968 in Cayönü, Türkei) ist ein türkisch-deutscher Lyriker und literarischer Übersetzer deutscher und türkischer Sprache.
Bis zu seinem elften Lebensjahr in Ostanatolien aufgewachsen, besuchte Özer nach der Emigration seiner Eltern 1979 die weiterführenden Schulen bis zur Hochschulreife in Berlin.
Özer hat seine bilinguale Lyrik und literarischen Übersetzungen in einer Reihe von Literaturzeitschriften der Zweiten Generation veröffentlicht. 2006 wurde der Deutschtürke mit einer Einladung zum Poesiefestival Berlin ausgezeichnet.